# Mickey Smith
Mickey Smith es un personaje de ficción interpretado por Noel Clarke en la serie británica de ciencia ficción Doctor Who. Es presentado como un trabajador de clase obrera y novio de Rose Tyler (Billie Piper), una dependienta de Londres que se convierte en la acompañante de la novena y Décimo Doctor encarnaciones del alienígena de los Señores del Tiempo conocido como el Doctor. Mickey aparece en el primer episodio de la primera temporada de la nueva serie, Rose. Inicialmente es alguien que se aterroriza frente al peligro, pero Mickey sin embargo actúa como un aliado del Doctor y Rose basado en la Tierra. En la segunda temporada, se une a la pareja como acompañante, aunque les abandona después para seguir sus propias aventuras. Mickey regresa para ayudar al Doctor y Rose en el final de la segunda temporada, y después en el episodio Journey's End de la cuarta, apareciendo después en un cameo en el especial El fin del tiempo de 2010.
El productor ejecutivo, Russell T Davies, creó el personaje junto al de la madre de Rose, Jackie Tyler (Camille Coduri) para proveer a Rose de un contexto doméstico. Eran evidentes los rasgos indecisos de su personalidad; tanto Davies como Clarke dijeron que el personaje "se merecía perder a su novia". Aunque Clarke pensó que su personaje al principio era "un payaso", disfrutó teniendo la oportunidad de hacer madurar a Mickey a un personaje más heroico en sus apariciones posteriores. Los críticos de televisión generalmente reaccionaron positivamente ante esta evolución del personaje. En 2007 el sitio web de entretenimiento y noticias de los medios Digital Spy le señalaron como un "Icono de culto de espías".

## Apariciones

### Televisión
Mickey Smith es presentado por primera vez en el episodio de estreno de la serie de 2005, Rose. Cuando la novia de Mickey, Rose (Billie Piper), comienza a investigar a un misterioso alienígena conocido como el Doctor (Christopher Eccleston), Mickey es capturado por una Conciencia Nestene, creando un duplicado suyo de plástico. Mickey, aterrorizado al descubrir que la vida alienígena existe, no logra impresionar al Doctor, que invita solo a Rose a ser su acompañante. Durante el año que Rose está fuera con el Doctor, Mickey ha sido el principal sospechoso de su desaparición, viviendo angustiado. Sin embargo, ayuda a la pareja a derrotar a los Slitheen, una familia de criminales extraterrestres. Usando sus habilidades como hacker informático, lanza un misil contra el 10 de Downing Street para matar a los Slitheen. Mickey después rechaza la invitación del Doctor para que se una a ellos en la TARDIS. Un Mickey mucho más pequeño, interpretado por Casey Dyer, aparece brevemente cuando Rose intenta cambiar su infancia en Father's Day. En Boom Town, Mickey se reencuentra en Cardiff con el Doctor y Rose, y conoce a su nuevo acompañante, Jack Harkness (John Barrowman), y les ayuda a detener una trama Slitheen. En el episodio final de la temporada, The Parting of the Ways, cuando Rose se queda atascada en casa en el Powell Estate, Mickey usa una grúa para romper y abrir la consola de la TARDIS, y así Rose logra absorber el Vórtice del Tiempo y salvar el universo de una invasión de los Daleks. Después de que el Doctor se regenera, Mickey ayuda a Rose y a su madre Jacki a atender al enfermo nuevo Doctor (David Tennant).
Mickey se despide de Rose y del Doctor después de la cena de Navidad, en el primer episodio de la segunda temporada, New Earth. Tras investigar un posible caso de actividad alienígena en la Tierra, Mickey alerta al Doctor y a Rose de ocurren cosas extrañas en el colegio del Director Lucas Finch (Anthony Head) en School Reunion. Tras conocer a los antiguos acompañantes del Doctor, la periodista de investigación Sarah Jane Smith y el perro robótico K-9, Mickey comienza a verse para Rose como K-9 es para Sarah Jane, "el perro de hojalata". En la conclusión del episodio, el Doctor finalmente se lleva a Mickey como acompañante. Aparece en los tres siguientes episodios, The Girl in the Fireplace y el de dos partes, Rise of the Cybermen y The Age of Steel, donde el trío acaba en un universo paralelo donde los perversos y sin emociones Cybermen acaban de ser inventados. Allí, Mickey es confundido por su equivalente en el universo paralelo, "Ricky Smith", un líder mucho más heroico del grupo la resistencia humana conocido como los Predicadores. En la conclusión de la historia, tras la muerte de Ricky, Mickey decide quedarse en el mundo paralelo para cuidar de la versión paralela de su abuela (Mona Hammond) y luchar contra los Cybermen, ya que su abuela está muerta en su propio universo. Sin embargo, Mickey hace una aparición sorpresa en los episodios finales de la temporada, Army of Ghosts y Doomsday, donde, al igual que los Cybermen, él y sus compañeros Predicadores han logrado el modo de cruzar el Vacío para llegar a nuestro mundo.
Allí, ayudan al Doctor a repeler dos invasiones simultáneas de Daleks y Cybermen. En la conclusión del episodio, Mickey vuelve al mundo paralelo, esta vez con Rose, y se quedan atrapados allí.
Mickey regresa en el episodio final de la cuarta temporada, Journey's End (2008), junto a Jackie. En compañía de muchos otros personajes recurrentes, han venido a ayudar al Doctor a derrotar a Davros (Julian Bleach), el creador de los Daleks. Mickey y Jackie salvan a Sarah Jane de un ataque Dalek, y el trío se rinde a otros Daleks para ser llevados al cuartel general Dalek, la nave nodriza Crucible. Allí unen fuerzas con el Capitán Jack. Después de que la acompañante del Doctor, Donna Noble (Catherine Tate) derrota a Davros, Mickey es uno de los muchos acompañantes que pilotan la TARDIS. En la conclusión del episodio, Mickey decide no volver al universo paralelo, porque al romper con Rose y perder a su abuela "paralela", ya no tiene ninguna razón para volver. Al abandonar la TARDIS, se va con Jack y la antigua acompañante del Doctor, la oficial de UNIT Martha Jones (Freema Agyeman). Mickey hará una última breve aparición en el episodio final del Décimo Doctor, El fin del tiempo (2010), donde el Doctor moribundo visita a todos sus antiguos acompañantes y salva a los recién casados Mickey y Martha, ahora "cazadores de alienígenas por libre", de un francotirador Sontaran.

### Medios en línea
Mickey aparece intensivamente en literatura electrónica y videos enlazados en el sitio web de la BBC. Estas páginas web son parte de un juego de realidad alternativa dentro del programa. Mientras se emitía la temporada de 2005, Mickey llevaba el sitio de teorías de conspiración «¿Quién es Doctor Who?» (que apareció en Rose). En la temporada de 2006, la web se convirtió en "Defendiendo la Tierra". Las dos tenían videos de Clark como Mickey, informando al usuario de hechos sobre la serie, o presentando "misiones" que debían ser hechas en línea en juegos en Flash. Muchas de las entradas del blog de Mickey enlazaban con el arco argumental de Torchwood de 2006, mostrando interceptaciones del Instituto Torchwood. Los juegos incluyen conexiones con tramas de la serie de 2006, de capítulos como Tooth and Claw y Fear Her.
Clarke también interpretó a Mickey y a Ricky Smith en varios Tardisodios en línea, que eran miniepisodios de 60 segundos para web y móviles (disponibles en línea y para descargas a móviles), que solo se hicieron en 2006. Para el tardisodio de School Reunion, Mickey está buscando sobre avistamientos OVNI en la red cuando le bloquea un aviso referido a Torchwood, lo que le hace llamar a Rose para que investigue. En el tardisodio precuela de Rise of the Cybermen, Ricky Smith aparece enviando a un mensaje a todos los Predicadores, una vez más en su laptop.

## Desarrollo
Al aceptar el papel, Noel Clark comentó que "tuvo que tener mucha fe" en los productores ejecutivos Russell T Davies y Julie Gardner, porque pensaba que la serie no era de buena calidad cuando fue cancelada en el pasado. Mickey fue creado junto a la madre de Rose, Jackie, para explorar la pregunta de quién se queda atrás cuando un acompañante deja la Tierra para viajar junto al Doctor. Russell T Davies creó a los dos personajes y les hizo volver frecuentemente para hacer que Rose fuera "real", y para "darle una vida". Mientras Billie Piper, intérprete de Rose, pensó que el personaje fue despiadado al abandonar elementos de su vida cotidiana, Clarke comentó que pensaba que cualquiera hubiera hecho lo mismo, diciendo "¿Quién puede culparla realmente?" Pensaba que la relación de Rose con Mickey consistía simplemente en "sentarse en el sofá y ver el fútbol con él". Al ver el episodio Rose retrospectivamente en 2009, Davies identifica la caracterización de Mickey como "naturalmente egoísta", en el mismo sentido que identifica muchos de sus personajes, poniendo atención en "sus misteriosos emails" y el hecho de que "abandona a Rose por ver el fútbol en el pub". Sugiere que el personaje "se merecía perder a su novia, desde el primer momento". Clarke pensó que el personaje no gustaba a nadie en la primera temporada, admitiendo que él también lo veía como un papel "de televisión infantil".
Tras la producción de la primera temporada, Davies llevó a cenar a Clarke y Coduri para discutir sus contratos para la segunda temporada. Davies reveló que Clarke estaba muy emocionado por la evolución de Mickey en esa segunda temporada, particularmente por tener la oportunidad de llevar una enorme arma de fuego y ser un héroe de acción. En la primera parte de la temporada, el personaje se une al Doctor y Rose como acompañante, algo que al principio enoja a Rose. Piper comentó que Rose "quiere mantener su vida aparte" y "quiere al Doctor para ella sola, porque ella es egoísta en ese punto". Tennant dijo que con sus acciones, Mickey "se ganó su sitio a bordo de la TARDIS". En Rise of the Cybermen y su tardisodio en línea precuela, aparece el doble de Mickey, Ricky Smith, cuyo carácter duro, decisivo y controlador Mickey acabaría adoptando. Una escena eliminada de The Age of Steel indica que Ricky originalmente era gay y estaba en una relación con su compañero de batalla Jake. La escena aparece en el pack de DVD de la segunda temporada y muestra a Mickey diciendo que no intentaba reemplazar al fallecido Ricky. Jake le responde "Nunca podrías. Nunca tendré otro novio como él". Tras la aparición de Mickey en Journey's End, el equipo de producción tenía la intención de que Clarke se uniera al spin-off Torchwood para la tercera temporada, Children of Earth, en 2009, pero su carrera le llevó por otro camino. Refiriéndose a su época en Doctor Who en 2010, Clarke dijo que estaba muy contento del desarrollo de su personaje durante la serie. Comenta que en el curso de sus apariciones, Mickey evoluciona de un "payaso" a "alguien con un poco más de profundidad y un poco más maduro".

## Recepción
Charles McGrath de The New York Times describió a Mickey en Rose como el novio de Rose "de buen corazón pero atontado". En su crítica de los episodios Aliens of London y World War Three, Graeme Burk y Robert Smith alabaron el desarrollo del personaje diciendo que "para cuando se enfrenta a un Slitheen en su apartamento, armado sólo con un bate de béisbol... deseas que se convierta en un acompañante regular". Los autores creían que el personaje "había crecido magníficamente" para cuando se marchó temporalmente en la segunda temporada, remarcando favorablemente su arco "de cero a héroe" a la luz de su estatus como el primer acompañante de minoría étnica en la serie de televisión. En Army of Ghosts y Doomsday, dicen que el personaje es "por fin.. flirteante, inteligente y gallardo".
Ahsan Haque de IGN alabó el añadido de Mickey como acompañante en The Girl in the Fireplace, escribiendo que "le añade un nuevo sentido de descubrimiento al programa, ya que la audiencia puede identificarse fácilmente con su sentido de temor y su emoción contagiosa de estar a bordo de una nave espacial". Haque también era positivo sobre el desarrollo de Mickey en Rise of the Cybermen cuando descubre a su acompañante en el universo paralelo y que su abuela está viva, ya que Haque pensaba que anteriormente "siempre había sido tratado como el personaje de respiro cómico que no tiene ningún papel en la historia". En la crítica de su continuación, The Age of Steel, Haque pensó que "valía la pena ver" el episodio para ver a Mickey "finalmente levantándose y encontrando su propósito" y convirtiéndose en un héroe. Ben Rawson-Jones, de Digital Spy, elevó a Mickey a "Icono de culto de espías", alabando su evolución en un héroe.